# Beaches FC
Der 2000 gegründete Beaches FC ist ein Amateurfußballverein von den Turks- und Caicosinseln. Er trägt seine Heimspiele, wie alle anderen Mannschaften auch, in der 3.000 Zuschauer fassenden TCIFA National Academy auf der Insel Providenciales aus.

## Geschichte
In der Saison 2002 wurde der Klub erstmals Meister. Die Gruppe 2 konnte man als Erster und mit 13 Punkten abschließen und nahm anschließend an der Meisterrunde teil. Dort traf man im Finale auf Barefoot FC. Das Spiel wurde in der 86. Minute abgebrochen. Beaches FC wurde anschließend zum Meister deklariert.
Den zweiten Titel holte sich der Verein in der Saison 2006/07. Mit 26 Punkten hatte Beaches FC zudem bequemen Abstand zu seinen Verfolgern, der Zweitplatzierte Provo Haitian Stars FC zum Beispiel hatte 19 Punkte erspielt (allerdings mit einem Spiel weniger).
Titel Nummer drei folgte dann im Jahre 2017, als man die AFC Academy im Meisterschaftsendspiel mit 11:10 n. E. bezwingen konnte.

## Erfolge
- Provo Premier League: (3)
  - Meister 2002, 2006/07, 2017